# 奥利弗·诺伊维尔
奥利弗·诺伊维尔（德語：Oliver Neuville，德語發音：[ˈɔlivɐ nøːvil]，1973年5月1日—），已退役的德国足球运动员，司职前锋。

## 生平
紐維利跟一眾德國球員不同，其父是德國人，而其母則是意大利人，擁有瑞士國籍。因他在瑞士出生，故實際上他已有三重國籍──德國、瑞士和意大利。他是在瑞士球會塞爾維特足球俱樂部展開其球員生涯，曾在西班牙小型球會特内里费效力了一季，至1997年轉投罗斯托克。
1999年紐維利轉投規模較大的利華古遜，效力首季他協助球會一度在聯賽領先，只是因最後一場落敗，才屈居亞軍。2001-02年球季他一度為球會殺入歐冠杯決賽，不幸在決賽落敗予西甲超級球會皇家馬德里。
雖然紐維利有多重國籍，他仍於1999年選擇代表德國國家隊，曾參與2002年世界杯，在十六強對巴拉圭時憑他一個入球，以1-0勝出晉級。雖然為德國國家隊取得世界杯亞軍，但是並沒有被像曼聯、國際米蘭等大球會垂青，2004年更只是轉投德甲中型班的慕遜加柏。
2006年世界杯在德國舉行，紐維利也入選國家隊出賽，在分組賽對波蘭時後備入替，於第91分鐘射入一球，以1-0取勝。其後德國還獲得世界杯季軍。

## 榮譽
- 德甲聯賽亞軍：2000、2002
- 歐洲聯賽冠軍杯(亞軍)：2002
- 世界杯：2002(亞軍)、2006(季軍)